# هفت عامل بیداری

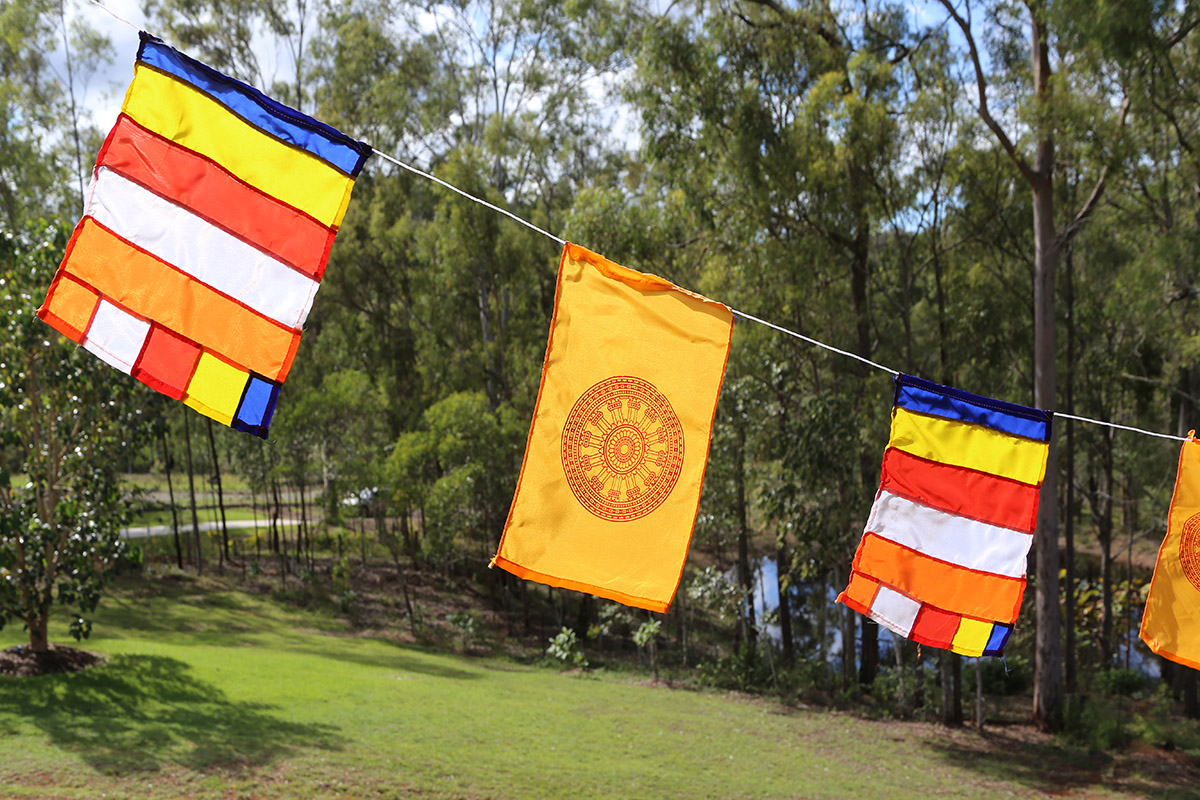
ارمیتاژ جنگل Dhammagiri، صومعه بودایی، بریزبن، استرالیا

در بودیسم هفت عامل بیداری (پالی: satta bojjhaṅgā یا satta sambojjhaṅgā; Skt.: sapta bodhyanga) عبارتند از:
- تمرکز حواس (ساتی). برای حفظ آگاهی از واقعیت (دارما).
- بررسی ماهیت واقعیت (dhamma vicaya).
- انرژی (viriya) همچنین اراده و تلاش
- شادی یا خلسه (pīti)
- آسودگی یا آرامش (passaddhi) بدن و ذهن
- تمرکز آگاهی تمرکز ذهن[۱] یا آگاهی واضح
- ثبات (upekkha) قبول واقعیت به صورتی‌که موجود است (yatha-bhuta) بدون اشتیاق یا ناامیدی.[۲]

## یادداشت
1. ↑  See, e.g. , Rhys Davids & Stede (1921-25), entry for "Samādhi," retrieved 3 Feb. 2011 from "U.Chicago" at "Archived copy". Archived from the original on 2012-07-09. Retrieved 2012-08-17.{{cite web}}:  نگهداری یادکرد:عنوان آرشیو به جای عنوان (link)
2. ↑  مثلاً دیدن ریس داود و Stede (1921-25), p. 490های ورودی برای "Bojjhanga" (برگرفته 10 Jul 2007).[پیوند مرده]